# Трутовик овечий
Трутовик овечий (лат. Albatrellus ovinus) — гриб группы трутовиков. Типовой вид рода Альбатреллус. Растёт преимущественно в хвойных и смешанных лесах, часто большими сросшимися группами. В пищу пригодны молодые грибы с шляпкой белого цвета. Гриб отнесён Б. П. Васильковым к IV категории хозяйственной ценности (малоценные, малоизвестные, редко собираемые съедобные грибы). Имеет сырный  привкус. Вид включён в Красные книги Московской и Свердловской областей РФ.  Широко распространен на Карельском перешейке Ленинградской области

## Научные синонимы
- Boletus ovinus Schaeff., 1774;
- Polyporus ovinus Schaeff. ex Fr., 1821;
- Scutiger ovinus (Schaeff. ex Fr.) Murrill, 1920[4].